# Daniel S. Norton
Daniel S. Norton (Mount Vernon, 1829. április 12. – Hibbing, 1870. július 13.) az Amerikai Egyesült Államok szenátora (Minnesota, 1865–1870).